# صمدلی
صمدلی (به لاتین: Səmədli) یک منطقه مسکونی در جمهوری آذربایجان است که در شهرستان گوی‌گول که در غرب جمهوري آذربایجان واقع شده است. صمدلی طبق آخرین آمار ۳۹۱ نفر جمعیت دارد.